# Jovito Salonga

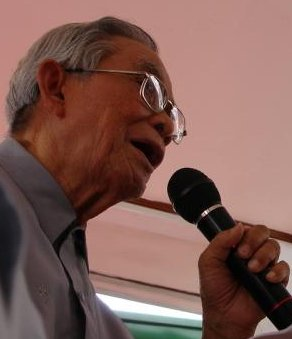
Salonga in 2005

Jovito "Jovy" Salonga (Pasig, 22 juni 1920 – Quezon City, 10 maart 2016) was een Filipijns politicus.

## Biografie
Jovito Salonga werd geboren op 22 juni 1920 in Pulo in Pasig, in die tijd nog gelegen in de provincie Rizal. Hij was de jongste van vijf kinderen van Esteban Salonga en Bernardina Reyes. Na het voltooien van de Pasig Elementary School en Rizal High School studeerde Salonga rechten aan de University of the Philippines. In het laatste jaar van zijn studie vielen de Japanners de Filipijnen binnen, waardoor hij pas in 1944 aan het toelatingsexamen van de Filipijnse balie kon deelnemen. Samen met Jose Diokno behaalde Salonga daarvoor met 95,3% het beste resultaat.
Salonga was van 1961 tot 1965 lid van het Filipijns Huis van Afgevaardigden. Van 1965 tot 1972 was hij senator. Tussen 1972 en 1986 was hij een van de belangrijke oppositieleiders tegen het regime van Ferdinand Marcos. In deze periode werd hij twee maal gearresteerd. Van 1981 tot 1985 leefde Salonga in zelfverkozen ballingschap in de Verenigde Staten. Na de moord op Ninoy Aquino keerde hij terug naar de Filipijnen en werd hij in 1987 opnieuw gekozen als senator in de Filipijnse Senaat. In 1991 was hij een van de 12 senatoren die tegen een verlenging van de Amerikaanse basissen op de Filipijnen stemde. In 1992 deed Salonga tevergeefs een gooi naar het presidentschap. Hij eindigde op de zesde plaats ver achter winnaar Fidel Ramos.
Op 31 augustus 2007 ontving Salonga de Ramon Magsaysay Award voor zijn politieke carrière.
Salonga trouwde in 1948 met Lydia Busuego (overleden in 2010). Samen kregen ze vijf kinderen.
Alvarez · Angara · Aquino · Enrile · Estrada · Gonzales · Guingona jr. · Herrera · Laurel · Lina jr. · Maceda · Manglapus · Mercado · Osmeña · Paterno · Pimentel jr. · Saguisag · Salonga · Rasul · Ramos-Shahani · Romulo · Tamano · Tañada · Ziga
- Gemeinsame Normdatei: 1121825362
- International Standard Name Identifier: 0000 0000 8455 561X
- Library of Congress Control Number: n87808805
- Nederlandse Thesaurus van Auteursnamen: 079159699
- SNAC: w6nc9xj8
- Virtual International Authority File: 92517973
- WorldCat: E39PBJdMhkhym7XcpWRwvJyWXd